# Angelo Sodano
Angelo Sodano (Isola d'Asti, 23 de noviembre de 1927-Roma, 27 de mayo de 2022) fue un cardenal católico italiano, decano del Colegio Cardenalicio entre 2005 y 2019 y secretario de Estado de la Santa Sede entre 1991 y 2006. Fue la primera persona desde 1828 en servir simultáneamente como decano y secretario de Estado.

## Biografía

### Familia
Nació el 23 de noviembre de 1927, en la localidad italiana de Isola d'Asti, como el segundo de los seis hijos de Giovanni y Delfina Sodano. Su padre fue un diputado demócrata cristiano en el Parlamento Italiano por tres periodos, desde 1948 hasta 1963.

### Formación
Realizó los estudios de filosofía y teología en el seminario de Asti. Luego estudió en Roma, en la Pontificia Universidad Gregoriana, donde obtuvo el doctorado en teología, y en la Pontificia Universidad Lateranense, obteniendo el doctorado en derecho canónico.
Para prepararse para la carrera diplomática ingresó en la Academia Pontificia Eclesiástica en 1959.

### Sacerdocio
Su ordenación sacerdotal fue el 23 de septiembre de 1950, a manos del obispo Umberto Rossi.
Enseñó Teología dogmática en el seminario de Asti.
En 1959 ingresó al servicio directo de la Santa Sede. Sirvió como secretario en las nunciaturas de América Latina, y le fue dado el título de monseñor; fue nombrado capellán de Su Santidad el día que Pablo VI fue elegido, antes de hacerse funcionario del Consejo de la Curia Romana para los asuntos públicos de la Iglesia en 1968.

### Episcopado
El 30 de noviembre de 1977, el papa Pablo VI lo nombró arzobispo titular de Nova Caesaris y nuncio apostólico en Chile; uno de los países donde había servido como secretario de nunciatura. Fue consagrado el 15 de enero de 1978, en la catedral de Asti, a manos del cardenal Antonio Samoré.
Llegó en un momento difícil, con Chile al borde de la guerra con Argentina por el Canal Beagle y Augusto Pinochet en el poder. En 1980, junto al cardenal Raúl Silva Henríquez, intentó sin éxito que Pinochet permitiera el regreso de ciertos exiliados políticos, y en 1984 obtuvo, a costa de una disputa entre la Santa Sede y la dictadura militar de Chile, salvoconducto para cuatro miembros del Movimiento de Izquierda Revolucionaria, quienes habían solicitado asilo diplomático en la nunciatura, para partir hacia Ecuador. En 1987, cuando el papa Juan Pablo II visitó Chile, Sodano dispuso que se reuniera en la nunciatura con los líderes de la oposición al gobierno de Pinochet.[cita requerida] También fue criticado por no manifestarse sobre las violaciones de los derechos humanos en Chile. Fue reconocido por la prensa independiente internacional por su continuada protección a clérigos acusados de abusos sexuales. El cardenal fue acusado en Chile de haber encubierto los abusos a menores que cometió el sacerdote Fernando Karadima, con quien tenía una relación cercana, además de no informar de las denuncias de las víctimas así como poner una buena palabra para promover como obispos a aquellos que encubrieron el caso.

## Retorno a Roma
Volvió a Roma, tras ser nombrado el 23 de mayo de 1988 secretario del consejo para los asuntos públicos de la Iglesia, que se convirtió en 1989 en la Sección para las Relaciones con los Estados de la Secretaría de Estado de la Santa Sede (a veces al ocupante de este cargo se le llama de manera informal "ministro de asuntos exteriores de Vaticano").
El 1 de diciembre de 1990 fue nombrado oficial de la Secretaría de Estado de la Santa Sede.

### Cardenalato

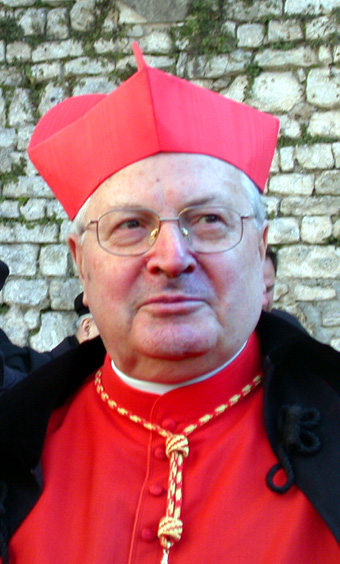
Sodano en 2006.

El 28 de junio de 1991 fue elevado a la dignidad cardenalicia por el papa Juan Pablo II, asignándole la iglesia titular de S. Maria Nuova. Al día siguiente fue nombrado secretario de Estado de la Santa Sede.
En 1994 Juan Pablo II le confirió el título de cardenal obispo de Albano. El 30 de noviembre de 2002, exactamente veinticinco años después de que fuese designado obispo, fue elegido vicedecano del Colegio Cardenalicio para suceder a Joseph Ratzinger, quien había sido nombrado decano. 

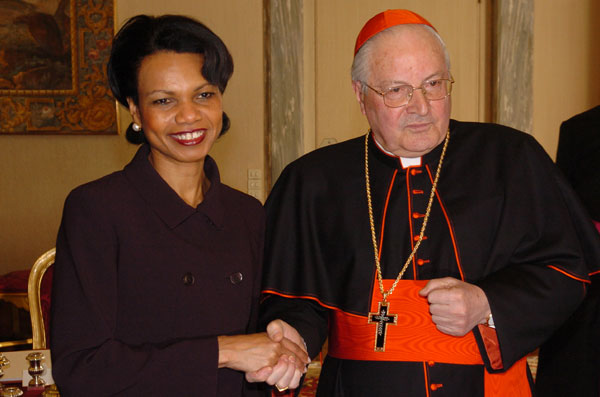
Sodano y Condoleezza Rice.

Como secretario de Estado, fue el celebrante principal en la misa de entierro del cardenal John O'Connor, arzobispo de Nueva York. Cuando llegó a los setenta y cinco años en 2002, el papa Juan Pablo II lo invitó expresamente a continuar en el puesto, aunque esta sea la edad de jubilación acostumbrada de los obispos católicos (no hay ninguna edad de jubilación para el Decanato o el Vicedecanato).
En la elección de Ratzinger como papa Benedicto XVI, Sodano realizó las funciones de decano en la investidura papal colocándole el palio al nuevo papa. El 30 de abril, por designio de los seis cardenales obispos, fue ratificado como decano del Colegio cardenalicio. El nuevo pontífice también confirmó su cargo como secretario de Estado el 21 de abril de 2005.
El 15 de septiembre de 2006, el papa Benedicto XVI aceptó su renuncia como secretario de Estado, sustituyéndole el cardenal Tarcisio Bertone, quien tomó posesión formal el 15 de septiembre del mismo año.
El 21 de abril de 2010, Benedicto XVI lo nombró su legado pontificio para el X Congreso Eucarístico Nacional que se celebró en Toledo del 27 al 30 de mayo de ese año.
El 21 de diciembre de 2019, los Legionarios de Cristo identificaron a 33 de sus sacerdotes y 71 de sus seminaristas como abusadores sexuales de, al menos, 175 menores durante décadas, y señalaron a Sodano como líder de los esfuerzos por encubrir los informes generados al respecto durante su período como secretario de Estado. Sodano fue acusado de buscar acuerdos para ocultar los documentos que detallaban dichos abusos. Un tercio de los casos de abusos de los que el cardenal fue acusado de ocultación implicaban al fundador de la congregación religiosa, el padre Marcial Maciel. El mismo día, el papa Francisco aceptó la renuncia de Sodano como decano del Colegio Cardenalicio. La oficina de prensa de la Santa Sede no aportó información sobre los motivos de dicha renuncia.
La cultura del secreto en la Iglesia católica explica la ocultación de los casos de pederastia. La vida secreta de prelados y cardenales debía ocultarse para proteger la institución. Por eso, Angelo Sodano protegía a los sacerdotes pederastas, no tanto porque apoyara la pedofilia en sí —que no parece ser el caso— sino por razones de Estado. En Chile, México, Estados Unidos, Colombia o Argentina se han abierto o se van a abrir investigaciones, y se han creado comisiones o tribunales especiales. En Francia, la comisión Sauvé, creada oficialmente por la Iglesia, ha publicado un informe de 2000 páginas en el que se acusa a 3000 sacerdotes o religiosos de abusar sexualmente de más de 330 000 víctimas. Varios cardenales y obispos franceses han dimitido e innumerables sacerdotes y obispos están en el ojo del huracán. En España una comisión similar podría inspirarse en el CIASE francés ya que entre los cardenales y obispos españoles de las últimas décadas hay también algunos que han actuado como Sodano. Esto dice Frédéric Martel en su artículo "Angelo Sodano, cuando el diablo lleva sotana", El País, 6-6-2022, en el que se refiere también al papel que jugó Sodano en la dimisión de Benedicto XVI, y a la lucha que llevó a cabo contra la influencia marxista dentro de la Iglesia.

### Fallecimiento
Falleció el 27 de mayo de 2022 en la clínica Columbus de Roma a consecuencia de patologías que padecía agravadas por un contagio de COVID-19.
El funeral tuvo lugar el martes 31 de mayo de 2022 en el altar de la Cátedra y fue celebrado por el decano del colegio cardenalicio Giovanni Battista Re; al final de la misa, el papa Francisco presidió los ritos de la última commendatio y de la valedictio. Fue enterrado en la Catedral de Asti.